# Zubierreka
Zubierreka es una entidad de población española del municipio de Lazcano, perteneciente a la provincia de Guipúzcoa, en la comunidad autónoma del País Vasco. En 2022, tenía empadronados 34 habitantes.